# Frances Brandon
Pour les articles homonymes, voir Brandon.
Lady Frances Brandon est née le 16 juillet 1517 à Hatfield Palace dans le Comté de Hertfordshire en Angleterre. Elle est décédée le 20 novembre 1559.
Elle hérite du titre de duchesse de Suffolk. Elle appartient à la Maison Tudor. Par son environnement familial, elle est sur la ligne de succession au trône d’Angleterre. C’est la mère de Lady Jeanne Grey, qui fut brièvement reine d’Angleterre. Ses prétentions sont soutenues en 1553 par les opposants à l’avènement de Marie Tudor.

## Biographie

### Famille
Frances est le second enfant et l’aînée des filles de Charles Brandon, 1er duc de Suffolk, et de Marie Tudor, reine douairière de France. C'est la sœur aînée d'Henri Brandon, 1er comte de Lincoln, et de Lady Eléonore Brandon. Son oncle maternel est Henri VIII d’Angleterre, roi d'Angleterre, et sa tante maternelle est Marguerite Tudor, reine consort d'Écosse. Elle est donc sur la ligne de succession au trône d’Angleterre.

### Jeunesse
Elle passa son enfance auprès de sa mère. Elle était également proche de sa tante par alliance Catherine d’Aragon, première reine consort de Henri VIII d’Angleterre. C’était une amie d’enfance de sa cousine Marie (qui deviendrait par la suite Marie Ire d’Angleterre). Marie s’était opposée à l’annulation du mariage de ses parents, en 1533. Elle n’accepta jamais Anne Boleyn comme épouse légitime d’Henri, et encore moins comme reine d’Angleterre.

### Mariage et descendance
Frances reçut l'autorisation de son oncle maternel, Henri VIII, d’épouser Henry Grey, 3e marquis de Dorset en 1533. Ils furent unis à Southwark dans la ville de Londres.
Ses deux premières grossesses donnèrent un fils et une fille, qui moururent jeunes. Ils furent suivis par trois filles, qui survécurent à l’enfance :
- Lady Jane Grey (octobre 1537 – 12 février 1554) ;
- Lady Catherine Grey (25 août 1540 – 26 janvier 1568) ;
- Lady Marie Grey (1545 – 20 avril 1578).

### Héritière royale présomptive
Frances était une femme imposante et énergique, une mère et une épouse impérieuses. Elle était de droit une pièce maîtresse en politique, et sa position lui avait donné un goût certain pour la richesse et l’influence politique. Sa résidence de Bradgate était un petit palais de style Tudor.
À la mort de ses deux frères, le titre de duc de Suffolk est rendu à la couronne pour être à nouveau accordé à son époux comme une nouvelle création de titre.
Elle avait de grandes ambitions pour ses filles, et elle s’assura qu’elles reçussent une éducation identique à celles des deux filles de Henri VIII, les princesses Marie et Élisabeth (qui règneraient plus tard sous les noms de Marie Ire et Élisabeth Ire d’Angleterre)
Ses filles étaient placées sur un pied de relative égalité avec les deux princesses, les Grey avaient même un train de vie plus luxueux que les filles du roi.

### Projets ambitieux pour ses filles
La personnalité de Frances contrastait avec celles de ses filles. C’était une femme dure, matérialiste, qui refusait de se laisser aller à « de fols sentiments », d'après le commentaire que Roger Ascham fait d'elle dans son livre The scholemaster. Ses filles, au contraire, étaient placides, douces et timides, des qualités qui irritaient leur mère. La plus jeune, Mary, était malformée, bossue et naine. Frances était tour à tour indifférente et violente envers ses filles. Elle était active à la cour de Henri VIII, et entretenait de bonnes relations avec sa sixième épouse, Catherine Parr. Ce fut par son entremise que sa fille Jeanne devint pupille de la reine, et se rendit à la cour. C'est là qu'elle rencontra le prince Édouard (qui serait plus tard Édouard VI d'Angleterre), fils de Henri VIII et demi-frère de Marie et d’Élisabeth.
En 1546, l’ambassadeur impérial, van der Delft, écrivit qu’il se murmurait qu’Henri était sur le point de divorcer de Catherine Parr pour épouser sa proche amie, Catherine Willoughby, duchesse de Suffolk et belle-mère de Frances. Cela aurait élevé Frances, déjà la plus proche du trône de Henri après ses enfants, à une position encore plus prééminente.
Cependant, Henri VIII mourut le 28 janvier 1547, et Édouard lui succéda sur le trône. Jeanne suivit la reine douairière, Catherine Parr, à sa nouvelle résidence. Elle fit bientôt partie du cercle le plus rapproché du jeune roi. Édouard VI était célibataire et sans enfant, et Frances se retrouvait en troisième place dans la ligne de succession, après les princesses Marie et Élisabeth.
Ses filles venait juste après elle. C’était sans compter les enfants de la sœur aînée de Henri, Marguerite Tudor, dont les descendants se trouvaient en Écosse et auraient pu faire valoir leur droit à la succession au trône d’Angleterre.
Alors que Catherine Parr se remariait avec Thomas Seymour, premier baron de Sudeley, Lord Haut Amiral, Jeanne suivit de nouveau la reine douairière à sa nouvelle maisonnée. Frances commença rapidement à échafauder avec son époux et le baron Seymour des plans visant à marier sa fille Jeanne au roi. Les deux adolescents étaient déjà proche l’un de l’autre. Le succès d’une telle opération aurait assuré la succession d’Édouard VI, une potentielle descendance auraient appartenu à la famille des Grey, ce qui aurait conforté leur situation politique. Le baron Seymour, quant à lui, souhaitait contrer son frère aîné, le lord-protecteur Edward Seymour, 1er duc de Somerset, qui projetait de choisir la reine consort d’Édouard parmi les filles de François Ier de France et de Charles V, Saint Empereur Germanique.
Catherine Parr mit au monde une fille, Lady Mary Seymour, le 30 août 1548. Elle mourut des suites de l’accouchement le 7 septembre 1548. Frances ne souhaitait pas laisser sa fille aînée seule avec le baron Seymour, et la fit revenir chez elle. Le baron, quant à lui, faisait valoir aux Grey que leur fille était toujours sa pupille, et exigeait qu’elle revienne au sein de sa maisonnée. Les Grey se rendirent à l’inévitable : Jeanne retourna chez Seymour et emménagea dans les appartements qui avaient appartenu à Catherine Parr.
Seymour pensait toujours convaincre Édouard d’épouser Jeanne. Cependant, le roi était las des manœuvres de ses deux oncles. Seymour pris de folie fit alors irruption dans la chambre royale pour tenter d’enlever Édouard, et tua le chien chéri du roi quand celui-ci tenta de protéger son maître. Cette tentative irraisonnée conduisit Seymour à l’échafaud, le 10 mars 1549.
Les Grey réussirent à convaincre le Conseil Privé qu’ils n’étaient pas mêlés aux manigances de Seymour. Jeanne retourna de nouveau chez ses parents. Ces derniers avaient perdu tout espoir de l’unir à Édouard VI, aussi envisagèrent-ils de la marier à Edouard Seymour, premier comte d’Hertford, fils du lord-protecteur et d’Anne Stanhope. Cependant, le Lord Protecteur tomba en disgrâce et fut remplacé par John Dudley, 1er duc de Northumberland. Les Grey firent aussitôt allégeance au nouveau Lord Protecteur, et réussirent à arranger le mariage de Jeanne avec son fils benjamin, Lord Guilford Dudley. Jeanne refusa tout d’abord ce projet, mais cruellement battue par Frances, elle finit par céder.

### Accession au trône de sa fille Jeanne
Le mariage eut lieu le 15 mai 1553. Northumberland avait de grandes ambitions : Édouard VI était mourant, et commençait à envisager sa propre succession. Le jeune roi croyait fermement à l’anglicanisme, et sa demi-sœur Marie, était tout aussi fervent défenseur de l’Église catholique romaine. Son accession au trône marquerait sans doute la fin de la Réforme protestante sur ses terres. Northumberland s’arrangea pour que le roi agonisant, par ses dernières volontés, exclut les deux princesses Marie et Élisabeth au prétexte de leur bâtardise, leurs mères respectives Catherine d’Aragon et Anne Boleyn ayant été, l’une divorcée du roi pour illégalité du mariage, l’autre exécutée pour adultère et haute trahison. Leur retrait de la lignée de succession faisait de Frances l’héritière présomptive au trône, elle fut convaincue de renoncer à ses droits en faveur de sa fille Jeanne. Le trône revenait alors à Jeanne, et à tout héritier issu de son mariage avec Guilford Dudley.

### Déposition de Jeanne Grey
Édouard VI mourut le 6 juillet 1553. Jeanne fut proclamée reine le 10 juillet. Frances avait finalement réussi à devenir mère d’une reine. Les Grey et les Dudley exerçaient une influence considérable sur les deux monarques, et espéraient gouverner en les manipulant. Cependant, leur succès fut de courte durée, Jeanne fut déposée par une révolte populaire en faveur de la princesse Marie, le 19 juillet 1553. Marie monta sur le trône, prenant le nom de Marie Ire d’Angleterre. Après la tentative de mettre Jane sur le trône, Frances a été confinée dans la tour de Londres pendant un certain temps.
Northumberland paya de sa vie ses complots. Il fut exécuté le 22 ou le 23 août 1553. Henry, duc de Suffolk fut arrêté, mais relâché quelques jours plus tard. Marie accorda son pardon à l’époux de sa cousine. Elle envisageait également d’épargner la vie de Jeanne en pardonnant à l’adolescente.
Cependant, l’année suivante, la reine annonça son intention d'épouser Philippe II d’Espagne, et Thomas Wyatt le Jeune prit la tête d’une rébellion le 25 janvier 1554.
Suffolk rejoignit la révolte, mais il fut capturé par Francis Hastings, second comte de Huntingdon. La révolte fut écrasée en février. Thomas Wyatt affirma avoir voulu, avec le soutien de son père, remettre Jeanne sur le trône. Jeanne fut avertie dans la soirée qu’elle devait se préparer à mourir, et elle fut décapitée le 12 février 1554. Son père fut convaincu de haute trahison, et exécuté 11 jours plus tard, le 23 février 1554.

### Sous le règne de Marie Ire
Marie Ire, cependant, pardonna de nouveau à sa cousine. Elle ne voulait apparemment pas exécuter son amie d’enfance. Frances et ses deux filles restèrent à la cour. Marie les gardait à ses côtés, en faveur, mais également sous surveillance. Frances vécut dans la pauvreté sous le règne de sa fille. Elle choqua la cour en se remariant moins d’un mois après l’exécution de sa fille, et deux semaines après celle de son époux. Elle épousa le 9 mars 1554 Adrian Stokes (1532-30 novembre 1586), maître de Cavalerie,. Ils eurent trois enfants, qui moururent tous en bas âge :
- Elizabeth Stokes (20 novembre 1554), mort-née
- Elizabeth Stokes (16 juillet 1555 – 7 février 1556).
- un fils (1556), mort-né.

### Sous le règne d'Élisabeth Ire
La chance de Frances sembla tourner à la mort de Marie Ire, le 17 novembre 1558. La princesse Élisabeth accéda au trône sous le nom d'Élisabeth Ire d’Angleterre. Elle avait peu de raison de faire confiance à sa cousine qui ne l’avait jamais reconnue comme fille légitime de Henri. Elle garda Frances et ses filles à la cour, mais n’en fit pas ses favorites.
Frances elle-même était gravement malade et sa santé diminuait. Elle rappela donc Catherine de la cour pour lui dire qu'elle lui avait trouvé un mari, et lui demande de lui donner son cœur et sa bienveillance.
C'est ainsi que, au grand déplaisir d’Élisabeth, Catherine Grey épousa sans son consentement Édouard Seymour, premier comte d’Herfort, le vieux galant de sa sœur Jeanne. Catherine et William furent tous deux emprisonnés, mais  Charles (n) puis  deux fils.

### Mort
Frances était devenue très corpulente en vieillissant et malade. Elle mourut sans avoir jamais réussi à être dans les grâces d’Élisabeth. Elle est morte le 21 novembre 1559 et est inhumée le 5 décembre. Elle est enterrée dans la chapelle St Edmund de l'abbaye de Westminster. Dans son testament, elle lègue l'ensemble de ses biens à Adrian Stokes.

## Hommages
Adrian Stokes, son second époux, a fait ériger un monument en albâtre, réalisé peut-être par le sculpteur Cornelius Cure. Elle est représentée couronnée, allongée sur un matelas de jonc avec un lion à ses pieds. Son effigie porte un manteau doublé d'hermine sur sa robe, avec un pendentif autour du cou. Le monument comporte deux inscriptions gravées, l'une en anglais et l'autre en latin rendant hommage à la duchesse de Suffolk.

## Ascendance
| Frances Brandon | Père : Charles Brandon | Grand-père paternel : William Brandon        | Père du grand-père paternel : William Brandon              |
| Frances Brandon | Père : Charles Brandon | Grand-père paternel : William Brandon        | Mère du grand-père paternel : Elizabeth Wingfield          |
| Frances Brandon | Père : Charles Brandon | Grand-mère paternelle : Elizabeth Bruyn      | Père de la grand-mère paternelle : Henry Bruyn             |
| Frances Brandon | Père : Charles Brandon | Grand-mère paternelle : Elizabeth Bruyn      | Mère de la grand-mère paternelle : Elizabeth Darcy         |
| Frances Brandon | Mère : Marie Tudor     | Grand-père maternel : Henri VII d'Angleterre | Père du grand-père maternel : Edmond Tudor                 |
| Frances Brandon | Mère : Marie Tudor     | Grand-père maternel : Henri VII d'Angleterre | Mère du grand-père maternel : Margaret Beaufort            |
| Frances Brandon | Mère : Marie Tudor     | Grand-mère maternelle : Élisabeth d'York     | Père de la grand-mère maternelle : Édouard IV d'Angleterre |
| Frances Brandon | Mère : Marie Tudor     | Grand-mère maternelle : Élisabeth d'York     | Mère de la grand-mère maternelle : Élisabeth Woodville     |